# Отомо Сорин
Отомо Сорин Ёсисигэ (яп. 大友義鎮; не позднее 30 мая 1530, Япония — 28 июня 1587, Киото) — японский феодальный лорд из рода Отомо, крупный военачальник. 21-й глава рода Отомо (1550–1576).
В 1551 году Ёсисигэ успешно подавил восстание Кикути Ёсимунэ в провинции Хиго. В 1557 году вторгся в провинцию Тикудзэн и подчинил себе Акидзуки Киётанэ. В 1559 году возглавил атаку, в результате которой был возвращён замок Модзи, захваченный годом ранее войсками клана Мори.
В 1562 году Ёсисигэ принял имя Сорин. В том же году Сорин вступил в союз с врагами клана Мори — кланом Амаго и атаковал укрепления Мори в провинции Будзэн. В результате этих боевых действий Сорин получил фактический контроль над провинциями Бунго, большей частью Будзэн, Тикудзэн, Тикуго, а также значительное влияние в провинциях Хиго и Хидзэн.
В 1578 году Отомо Сорин принял римско-католическую веру и получил имя — Франсиско.
В 1578 году Отомо Сорин потерпел сокрушительное поражение от рода Симадзу в битве при Мимигаве.